# (37746) 1996 XD32
1996 XD32 (asteroide 37746) é um asteroide da cintura principal. Possui uma excentricidade de 0.10553410 e uma inclinação de 15.06362º.
Este asteroide foi descoberto no dia 14 de dezembro de 1996 por Naoto Sato em Chichibu.